# The Darkest Knight
"The Darkest Knight" é o 10º episódio da 7ª temporada da série de televisão Pretty Little Liars, que foi ao ar no canal a cabo Freeform em 30 de agosto de 2016, servindo como divisor da temporada. O episódio foi escrito pela showrunner I. Marlene King e pela produtora executiva Maya Goldsmith, e dirigido por Arlene Sanford. "The DArkest Knight" atraiu um índice de 0.7 nos demográficos 18-49 de acordo com o Nielsen rating e foi assistido por mais de 1.33 milhões de espectadores em sua transmissão original.

## Enredo
As garotas se unem a Caleb (Tyler Blackburn) afim de encontrar Hanna (Ashley Benson), que é revelada como tendo amarrado e sequestrado Noel (Brant Daugherty) e está torturando-o junto de Mona (Janel Parrish). Alison (Sasha Pieterse) revela sua gravidez para Emily (Shay Mitchell), e as duas presumem que o pai é o falecido Archer. Spencer (Troian Bellisario) descobre que Toby (Keegan Allen) e Yvonne (Kara Royster) estão planejando sair de Rosewood; porém, no caminho para fora da cidade, os dois sofrem um acidente de carro, deixando seu estado desconhecido. Noel consegue escapar das mãos de Hanna e Mona e leva as garotas para uma escola para cegos, onde Jenna (Tammin Sursok) aparece armada e tenta assassinar as garotas. Entretanto, Noel, enquanto tentava atacar Emily e Aria, acaba tropeçando num machado e acidentalmente se mata por decapitação. Jenna então atira nas meninas, atingindo Spencer. Antes que Jenna possa matá-la, Mary Drake (Andrea Parker) nocauteia Jenna para longe e revela para Spencer que ela é sua segunda criança, deixando as garotas chocadas. Enquanto isso, "A.D." arrasta uma Jenna inconsciente para fora da casa e foge para longe com ela.

## Produção
"The DArkest Knight" foi dirigido por Arlene Sanford e escrito por I. Marlene King e Maya Goldsmith. A atriz norte-americana Chloe Bridges faz seu retorno para a série como Sydney Driscoll neste episódio em uma capacidade recorrente, depois de ter aparecido na série pela última vez na quinta temporada.

## Exibição
"The DArkest Knight" foi originalmente exibido no dia 30 de agosto de 2016 nos Estados Unidos na Freeform. O episódio foi assistido por mais de 1.33 milhões de espectadores e atraiu um índice de 0.7 nos demográficos 18-49, de acordo com o Nielsen rating.